# 28 décembre
Pour les articles homonymes, voir Vingt-Huit-Décembre.
28 novembre 28 janvier
Chronologies thématiques
- Croisades
- Ferroviaires
- Sports
- Disney
- Anarchisme
- Catholicisme

Abréviations / Voir aussi
- (° 1852) = né en 1852
- († 1885) = mort en 1885
- a.s. = calendrier julien
- n.s. = calendrier grégorien
- Calendrier
- Calendrier perpétuel
- Liste de calendriers
- Naissances du jour

Le 28 décembre est le 362e jour de l'année du calendrier grégorien, 363e en cas d'année bissextile. Il reste 3 jours avant la fin de l'année.
Cette date appartient systématiquement à la dernière semaine de l'année ISO.
C'était généralement le 8e jour du mois de nivôse dans le calendrier républicain français, officiellement dénommé jour du fumier.

## Événements

### Vesiècle
- 457 : Majorien est acclamé empereur d'Occident, et est reconnu par l'empereur d'Orient Léon Ier le Grand.

### IXesiècle
- 856 : raid viking sur Paris.

### XIIIesiècle
- 1233 : les chevaliers teutoniques signent la charte de fondation de Toruń et Chełmno.

### XIVesiècle
- 1308 : début du règne de Hanazono, empereur du Japon.
- 1357 : vote de la Grande ordonnance, par les États généraux de 1355.

### XVIIesiècle
- 1612 : première observation de Neptune par Galilée, mais celui-ci considère qu'il s'agit d'une étoile.

### XVIIIesiècle
- 1767 (ou 1768 ?) : couronnement du général Taksin comme roi de Thaïlande.

### XIXesiècle
- 1822 : en France, sous la Restauration et le règne du roi Louis XVIII, l'écrivain malouin François-René de Chateaubriand est nommé ministre des Affaires étrangères, pour mener une politique favorable à la Sainte-Alliance.
- 1832 : John Caldwell Calhoun, partisan du maintien de l'esclavage, démissionne de son poste de (premier) vice-président des États-Unis.
- 1835 : début de la 2e guerre séminole en Floride, déclenchée par le chef séminole Osceola.
- 1846 : l'Iowa devient le 29e État fédéré américain.
- 1857 : les troupes franco-britanniques bombardent Canton, au sud de la Chine.
- 1879 : catastrophe ferroviaire du pont sur le Tay en Écosse.
- 1885 : fondation du Congrès national indien à Bombay.

### XXesiècle
- 1918 :
  - rupture entre les spartakistes et les sociaux-démocrates à Berlin. Gustav Noske devient gouverneur de la ville.
  - Élection de Constance Markievicz, militante du Sinn Féin irlandais, à la Chambre britannique des communes. Alors qu'elle était emprisonnée, elle devient la première femme élue dans cette assemblée.
- 1929 : la police néo-zélandaise abat onze manifestants sans armes à Apia, aux îles Samoa devenues depuis indépendantes dans leur partie occidentale (samedi noir)[1].
- 1942, seconde guerre mondiale : bombardement de Calcutta par l'aviation japonaise.
- 1948 : résolutions no 64 et no 65, du Conseil de sécurité des Nations unies, toutes deux sur l'Indonésie.
- 1950 : en Corée, l'armée chinoise franchit le 38e parallèle nord.
- 1958 : Che Guevara, accompagné de seulement 300 hommes, parvient à prendre la ville de Santa Clara, pendant la révolution cubaine.
- 1962 : au Congo Kinshasa, tirs nourris entre Casques bleus de l'ONU et rebelles du Katanga.
- 1968 : signature de l'Accord franco-algérien qui règlemente les circulations, l'emploi et le séjour des ressortissants algériens en France.
- 1985 : un accord est signé à Damas par les chefs des trois principales milices libanaises (chrétienne, chiite et druze).
- 1994 : le directeur de la CIA américaine, James Woolsey, doit démissionner, à la suite de l'affaire de l'espion Aldrich Ames.
- 1999 : fuite pour l'Inde du 17e Karmapa du monastère tibétain de Tsourphou.

### XXIesiècle
- 2001 : à Brazzaville, l'ancien président congolais Pascal Lissouba est condamné par contumace à 30 ans de travaux forcés, pour haute trahison et détournement de fonds.
- 2007 : enterrement de Benazir Bhutto, assassinée la veille, près de Larkana, au Pakistan.
- 2011 : funérailles de Kim Jong-il, dictateur nord-coréen.
- 2017 : l'ancien footballeur George Weah est élu président du Libéria.
- 2021 : en Russie, la Cour suprême ordonne la fermeture de l'ONG Memorial[2].

## Art, culture et religion
- 418 : saint Boniface Ier devient pape.
- 1043 : fondation de l'abbaye de La Chaise-Dieu.
- 1058 : élection au pontificat de Nicolas II.
- 1065 : consécration de l'abbaye de Westminster en Angleterre.
- 1895 : première projection publique payante de cinéma, au Salon indien du Grand Café, à Paris (film La Sortie de l'usine Lumière à Lyon, d'Auguste et Louis Lumière).
- 1897 : première de la pièce Cyrano de Bergerac, du Marseillais Edmond Rostand, au théâtre de la Porte-Saint-Martin, sur les grands boulevards à Paris.
- 1987 : le pape Jean-Paul II nomme un Palestinien, Michel Sabbah, comme patriarche latin de Jérusalem.
- 1998 : dernière de l'émission La Dernière Séance, présentée par le chanteur Eddy Mitchell.

## Sciences et techniques
- 1895 : Wilhelm Röntgen publie un article détaillant sa découverte d'un nouveau type de rayons, connus aujourd'hui sous le nom de rayons X.
- 1981 : naissance du premier bébé américain né d'une Fécondation in vitro à Norfolk (Virginie).
- 2005 : mise en orbite du premier satellite du projet européen de navigation par satellites Galileo.

## Économie, société  et médias
- 1908 : en Sicile, Messine est rasée par un séisme, causant plus de 80 000 morts.
- 1910 : le Parlement français adopte une loi portant codification des lois ouvrières, qui donne naissance au premier Code du travail dans ce pays.
- 1949 : en Hongrie, adoption d'un décret nationalisant toute l'industrie et tout le commerce.
- 1967 : vote de la loi Neuwirth, légalisant la contraception en France.
- 1970 :
  - arrestation de Francis Simard, Paul et Jacques Rose, pour le rapt et le meurtre du ministre québécois Pierre Laporte.
  - Six séparatistes basques sont condamnés à mort, en Espagne franquiste.
- 1988 : en France, naissance du syndicat Sud-PTT.
- 1990 : un feu électrique se déclare, dans le Clark Street Tunnel.
- 1996 : le corps de Christelle Blétry est découvert, en contrebas d'un chemin forestier, près de Blanzy.
- 1997 : alors qu'une épidémie de grippe aviaire y a fait quatre morts, Hong Kong fait abattre tous les poulets de son territoire, au nombre d'environ vingt mille.
- 2018 : en Égypte, un attentat à Gizeh provoque la mort de 3 touristes vietnamiens ainsi que de leur guide et 10 autres touristes, de même que le chauffeur du bus sont blessés.
- 2019 : en Somalie, un attentat à Mogadiscio provoque près d'une centaine de morts.

## Naissances

### XIIesiècle
- 1164 : Rokujō (六条天皇), empereur du Japon de 1165 à 1168 († 23 août 1176).

### XIVesiècle
- 1396 : Jeong Inji (정인지), homme politique, philosophe, linguiste, écrivain, et poète coréen († 26 novembre 1478).

### XVesiècle
- 1434 : Antonio Grimani, 76e doge de Venise de 1521 à 1523 († 7 mai 1523).

### XVIesiècle
- 1540 : Charles Ier de Mecklembourg-Güstrow, duc régnant de Mecklenburg († 22 juillet 1610).
- 1550 : Vicente Espinel, écrivain et musicien espagnol († 4 février 1624).

### XVIIesiècle
- 1616 : Olivier Lefèvre d'Ormesson, intendant d'Amiens et doyen du Conseil d'État français († 4 novembre 1686).
- 1619 : Antoine Furetière, homme d'Église, poète, fabuliste, romancier et lexicographe français († 14 mai 1688).
- 1627 : Alessandro Rosi, peintre italien († 19 avril 1697).
- 1628 : Jean-Baptiste Mareschal, docteur en droit français († date inconnue).
- 1630 : Ludolf Bakhuizen, peintre néerlandais († 17 novembre 1708).
- 1635 : Élisabeth, princesse anglaise, seconde fille du roi Charles Ier († 8 septembre 1650).
- 1651 : Johann Krieger, compositeur et organiste allemand († 18 juillet 1735).
- 1657 : Domenico Rossi, architecte italien († 8 mars 1737).
- 1664 : Claude Aubery de Vastan, officier de marine et gentilhomme français († 1er août 1738).
- 1680 : Jakob Pawanger, architecte autrichien († 5 août 1743).

### XVIIIesiècle
- 1705 : Claude-Pierre Pécaudy de Contrecœur, officier colonial français († 13 décembre 1775).
- 1713 : Matti Honka, bâtisseur d’églises finlandais († 18 mai 1777).
- 1717 : Johann Heinrich Gottlob von Justi, chef de file du caméralisme allemand († 21 juillet 1771).
- 1721 : Maria Theresia von Liechtenstein, noble autrichienne († 19 janvier 1753).
- 1722 : John Pitcairn, général britannique († 17 juin 1775).
- 1724 : Christoph Franz von Buseck, prince-évêque de Bamberg († 28 septembre 1805).
- 1728 : Jean Dussaulx, homme de lettres et homme politique français († 16 mars 1799).
- 1729 : Giuseppe Sarti, compositeur italien († 28 juillet 1802).
- 1731 : Christian Cannabich, compositeur allemand († 20 janvier 1798).
- 1735 : Louis-Henri-Gabriel de Conflans d'Armentières, militaire français († 26 février 1789).
- 1739 : Pierre Sue, médecin et chirurgien français († 28 mars 1816).
- 1740 : Henri-Michel d'Amboise, militaire français († 25 octobre 1812).
- 1742 : François Xavier Joseph de Lowendal, brigadier français des armées du roi († 20 septembre 1808).
- 1743 : Victoire de Rohan, princesse de Maubuisson († 20 septembre 1807).
- 1745 : Juan Manuel de Ayala, officier de la marine espagnole († 30 décembre 1797).
- 1748 : Pierre Jean Agier, juriste et avocat français († 22 septembre 1823).
- 1750 :
  - William Anderson,  médecin, explorateur et naturaliste britannique († 3 août 1778).
  - Philippe de Narbonne-Lara, fils naturel de Louis XV († 10 mai 1834).
  - Antoine-Sylvestre Receveur, prêtre français, fondateur d'une communauté de religieuses chrétiennes († 7 août 1804).
- 1751 : Giuseppe Carpani, homme de lettres italien († 22 janvier 1825).
- 1755 : Jean-François Garneray, peintre français († 11 juin 1837).
- 1761 : Pierre Joseph Bédoch, avocat et homme politique français († 15 février 1837).
- 1762 : Claude Francois Benoît Richond, homme politique français († 18 août 1828).
- 1763 : John Molson, grand brasseur et entrepreneur canadien († 11 janvier 1836).
- 1765 :
  - Félix de Beaujour, diplomate, homme politique et historien français († 1er juillet 1836).
  - Armand de Buchepot, officier de cavalerie et homme politique français († 29 mars 1814).
- 1766 : Mademoiselle Fleury (Marie-Anne-Florence Bernardy-Nones dite), actrice française († 23 février 1818).
- 1769 : Auguste Hilarion de Kératry, homme politique et écrivain français († 7 novembre 1859).
- 1770 :
  - Henry Blackwood, 1er baronnet, amiral anglais de la Royal Navy († 17 septembre 1832).
  - Émilie Contat, actrice française († 26 avril 1846).
- 1771 : Alexandre Roguin, pharmacien français († 4 octobre 1850).
- 1772 :
  - Pierre Joseph Billard, général français († 28 avril 1855).
  - Jean-Félix du Marhallac'h, militaire et homme politique français († 9 octobre 1858).
  - Jean-Marie-Louis Sirand, homme politique français († 13 avril 1840).
- 1773 :
  - Paul François Genton, homme politique suisse († 20 avril 1851).
  - Jean-Joseph Regnault-Warin, romancier et pamphlétaire français († 4 novembre 1844).
- 1775 :
  - Maurice Thomassin de Bienville, homme politique français  († 16 novembre 1860).
  - João Domingos Bomtempo, pianiste, hautboïste et pédagogue portugais († 18 août 1842).
  - Jean-Gabriel Eynard, financier suisse († 5 février 1863).
  - Anne-Charles Lebrun, militaire français († 21 janvier 1859).
- 1778 : Joseph Carrington Cabell, politicien américain († 5 février 1856).
- 1781 : Christian Peter Wilhelm Beuth, homme d'État prussien († 27 septembre 1853).
- 1782 : Joseph Arnold, naturaliste britannique († 26 juillet 1818).
- 1786 : Gaetano Melzi, aristocrate et bibliophile italien († 9 septembre 1851).
- 1788 : Simon Jacques Rochard, miniaturiste français († 10 juin 1872).
- 1789 :
  - Thomas Ewing, homme politique américain († 26 octobre 1871).
  - Catharine Sedgwick, écrivaine américaine († 31 juillet 1867).
- 1795 : François Nicolas Madeleine Morlot, cardinal français, archevêque de Tours puis de Paris († 29 décembre 1862).
- 1798 :
  - Édouard d'Anglemont, auteur dramatique, librettiste et poète romantique français († 22 avril 1876).
  - John Ward, peintre britannique († 28 septembre 1849).
- 1800 :
  - Charles-Eusèbe Casgrain, avocat et homme politique canadien († 29 février 1848).
  - Jean-Pierre Dantan, sculpteur français († 6 septembre 1869).

### XIXesiècle
- 1802 : Théodore Ratisbonne, prêtre français († 10 janvier 1884).
- 1803 : François Jobard, homme politique français († 7 mars 1881).
- 1806 : Louis Eugène Robert, naturaliste et géologue français († 28 mai 1882).
- 1808 :
  - Adrien-Charles Calley Saint-Paul, banquier et homme politique français († 9 avril 1873).
  - Louis-Victor Lavoine, peintre français († 12 juin 1861).
- 1811 : Ange Blaize de Maisonneuve, avocat français († 14 février 1871).
- 1812 : 
  - Louis Jean Pascal, homme politique français († 3 août 1867).
  - Julius Rietz, chef d'orchestre, compositeur et violoncelliste allemand 12 septembre 1877).
- 1814 : Eugène Appert peintre français († 8 mars 1867).
- 1815 : Charles Müller, peintre français († 9 janvier 1892).
- 1817 : Théophile de Pontoi-Pontcarré, homme politique français († 27 mars 1903).
- 1818 : Carl Remigius Fresenius, chimiste allemand († 11 juin 1897).
- 1819 :
  - Joaquín Jovellar, homme politique espagnol, président du Conseil des ministres en 1875 († 17 avril 1892).
  - Arthur Hunter Palmer, homme politique australien, Premier ministre du Queensland de 1870 à 1874 († 20 mars 1898).
- 1820 : Nicolas Grout, politique français († 18 janvier 1888).
- 1821 : 
  - Raoul Charlemagne, homme politique français († 18 décembre 1902).
  - Pietro Cocconi, homme politique et patriote italien († 5 juin 1883).
- 1822 : Sano Tsunetami (佐野 常民), homme politique japonais († 12 décembre 1902).
- 1823 : Pierre Rémy Corneille, homme politique français († 9 décembre 1896).
- 1824 :
  - Stephan Born, compositeur, journaliste, allemand et suisse († 4 mai 1898).
  - Charles Gérin-Lajoie, fabricant, meunier et homme politique québécois († 6 novembre 1895).
  - Mario Uchard, homme de lettres français († 31 juillet 1893).
- 1825 : Henri Opper de Blowitz, journaliste français († 18 janvier 1903).
- 1828 : Karl Ludwig Kahlbaum, psychiatre allemand († 15 avril 1899).
- 1829 : Étienne Dominique Olry, instituteur lorrain († 10 décembre 1885).
- 1830 : 
  - Thomas-Étienne Hamel, prêtre et éducateur québécois († 16 juillet 1913).
  - Bernard Marty, homme politique français († 11 décembre 1914).
- 1834 : Jean-Marie Delavay, missionnaire chrétien et botaniste français († 31 décembre 1895).
- 1835 : Archibald Geikie, géologue britannique († 10 novembre 1924).
- 1836 : Jean-Pierre Abrial, homme politique français († 4 février 1894).
- 1840 : 
  - Clarisse Bader, femme de lettres française († 5 février 1902).
  - Émile Bouchet, député français († 1er juillet 1918).
  - Thomas Hovenden, peintre irlando-américain et professeur († 14 août 1895).
- 1842 : Calixa Lavallée, pianiste, compositeur et enseignant canadien († 21 janvier 1891).
- 1847 : Viktor von Tschusi zu Schmidhoffen, ornithologue autrichien († 3 mars 1924).
- 1849 : 
  - Herbert von Bismarck, homme politique prussien († 18 septembre 1904).
  - Carl Salemann, orientaliste allemand († 30 novembre 1916).
- 1850 : 
  - Victor Dejeante, homme politique français († 7 décembre 1927).
  - Louis Devins, homme politique français († 11 février 1917).
  - Thomas Hooman, footballeur anglais († 22 septembre 1938).
  - Francesco Tamagno, ténor d'opéra italien († 31 août 1905).
  - Erik Vullum, journaliste et écrivain norvégien († 14 mars 1916).
- 1851 : 
  - Perry Belmont, diplomate et homme politique américain († 25 mai 1947).
  - Robert Philp, homme d'affaires et homme politique australien, Premier ministre du Queensland († 17 juin 1922).
  - Marius Perret, peintre de marines français († 24 septembre 1900).
- 1853 : Émile Dubois, homme politique français († 7 mai 1904).
- 1855 : 
  - Emmanuel Drake del Castillo, botaniste français († 14 mai 1904).
  - Hermann Wilhelm Rudolf Marloth, botaniste sud-africain († 15 mai 1931).
  - Léon Nérel, homme politique français († 18 août 1931).
- 1856 :
  - Henri de Merode-Westerloo, homme politique belge († 13 juillet 1908).
  - Pierre Auguste Roques, homme politique et militaire français († 26 février 1920).
  - Woodrow Wilson, homme politique, avocat et universitaire américain, président des États-Unis de 1913 à 1921 († 3 février 1924).
- 1857 : Eugène Regnault, diplomate français († 25 septembre 1941).
- 1858 : 
  - Richard Bergh, peintre suédois († 29 janvier 1919).
  - Jeanne Bloch, chanteuse et actrice française († 14 août 1916).
- 1859 : John William Fortescue, historien et professeur britannique († 22 octobre 1933).
- 1860 :
  - Lipót Baumhorn, architecte hongrois († 8 juillet 1932).
  - Alexander von Fielitz, compositeur, chef d'orchestre et professeur de musique allemand († 29 juillet 1930).
- 1861 : 
  - Claude Guichard, mathématicien français († 6 mai 1924).
  - Maurice Prou, historien du droit et des institutions et numismate français († 4 octobre 1930).
- 1864 : 
  - Edmond Briat, syndicaliste français († 10 avril 1948).
  - Henri de Régnier, écrivain, romancier et poète français († 23 mai 1936).
- 1865 : Félix Vallotton, artiste peintre, graveur, illustrateur, sculpteur, critique d'art et romancier franco-suisse († 29 décembre 1925).
- 1866 : 
  - Szymon Askenazy, historien et diplomate polonais († 22 juin 1935).
  - Paul Herman Martin Sudeck, chirurgien allemand († 28 septembre 1945).
- 1868 : Bucura Dumbravă (Ștefania Szekulics dite), écrivaine roumaine († 26 janvier 1926).
- 1870 :
  - Charles Bennett, athlète britannique († 9 mars 1949).
  - James John Joicey, entomologiste britannique († 10 mars 1932).
  - Pierre Bordes, haut fonctionnaire français († 22 juillet 1943).
  - Paul Neven, avocat et homme politique belge flamand († 26 décembre 1946).
- 1871 : 
  - Arthur Bettez, homme politique québécois († 4 janvier 1931).
  - Eugène Fournier, spéléologue, géologue français († 17 avril 1941).
  - Carl Walbrodt, joueur d'échecs allemand († 3 octobre 1902).
- 1872 :
  - Pío Baroja, écrivain espagnol († 30 octobre 1956).
  - Jean-Omer Marchand, architecte québécois († 11 juin 1936).
  - Marie-Amandine de Schakkebroek, religieuse belge († 9 juillet 1900).
- 1874 : Max Huber, juriste suisse († 1er janvier 1960).
- 1875 : Charles Bernard, écrivain, journaliste et critique d'art belge († 24 octobre 1961).
- 1876 : René Francillon, artiste peintre et graveur vaudois († 30 juillet 1973).
- 1878 : Dudley Moulton, entomologiste américain († 5 juillet 1951).
- 1879 : 
  - Jules Massonnet, homme politique belge († 10 mai 1974).
  - Ida May Park, scénariste et réalisatrice américaine († 13 juin 1954).
  - August Herman Pfund, physicien américain († 4 janvier 1949).
- 1880 : 
  - Tytus Czyżewski, peintre, poète, et critique d'art polonais († 5 mai 1945).
  - William C. Foster, directeur de la photographie américain († 18 janvier 1923).
  - Louis Leipoldt,  journaliste, médecin, pédiatre, écrivain et poète sud-africain († 12 avril 1947).
- 1881 : Maurice Escoulent, homme politique français († 1er août 1944).
- 1882 : 
  - Arthur Eddington, scientifique britannique († 22 novembre 1944).
  - Lili Elbe (Einar Wegener dite), artiste danoise († 13 septembre 1931).
  - Hermann Rothe, mathématicien autrichien († 18 décembre 1923).
- 1883 : Alfred Wolfenstein, écrivain et traducteur allemand († 22 janvier 1945).
- 1884 : 
  - Karel Anděl, astronome et sélénographe tchèque († 17 mars 1947).
  - Ralph Mulford, pilote automobile américain († 23 octobre 1973).
  - Joseph Pholien, homme politique belge († 4 janvier 1968).
- 1885 : 
  - Arthur Augustus Allen, ornithologue américain († 17 janvier 1964).
  - Maurice Parijanine (Maurice Donzel dit), écrivain et traducteur français († 30 octobre 1937).
  - Veljko Ugrinić, joueur et entraîneur de football yougoslave († 15 juillet 1958).
- 1886 : Marcel Ferraris, homme politique français († 25 septembre 1962).
- 1887 : 
  - Rudolf Beran, homme politique tchécoslovaque, Premier ministre de la Tchécoslovaquie de 1938 à 1939 († 23 avril 1954).
  - Charles Dingle, acteur américain († 19 janvier 1956).
  - Walter Ruttmann, cinéaste allemand († 15 juillet 1941).
- 1888 : 
  - Maurice Alexandre Berthon, peintre français († 20 septembre 1914).
  - Martin Branner, scénariste et dessinateur de comics américain († 19 mai 1970).
  - Friedrich Wilhelm Murnau (Friedrich Wilhelm Plumpe dit), réalisateur allemand († 11 mars 1931).
  - Alfons Spiessens, coureur cycliste belge († 21 avril 1956).
- 1889 : 
  - Paul Richard, homme politique français († 17 avril 1950).
  - Jean Leune, journaliste et écrivain français († 13 mai 1944).
- 1890 : 
  - Frank Butler, scénariste anglo-américain († 10 juin 1967).
  - Gösta Ekman, acteur suédois († 12 janvier 1938).
  - Roberto Longhi, historien de l'art italien († 3 juin 1970).
  - Berthe Kolochine-Erber, biologiste française († 10 juin 1968).
- 1891 : 
  - Elvira de Hidalgo, soprano colorature espagnole († 21 janvier 1980).
  - Alfred Gilks, directeur de la photographie américain († 6 septembre 1970).
- 1892 : 
  - Jean-Philippe Bapst, homme politique français († 4 décembre 1973).
  - Alfred Irving Hallowell, anthropologue, archéologue américain († 10 octobre 1974).
- 1894 : 
  - David « Dave » Marsh, coureur cycliste britannique († 1960).
  - Hermann Mattison, joueur d'échecs letton et compositeur d'études d'échecs († 16 novembre 1932).
  - André De Meulemeester, as de l'aviation belge († 7 mars 1973).
  - Alfred Sherwood Romer, paléontologue et zoologiste américain († 5 novembre 1973).
- 1895 : 
  - Dobroslav Jevđević (Доброслав Јевђевић dit), homme politique et chef paramilitaire yougoslave († octobre 1962).
  - Werner Junck, militaire allemand († 6 août 1976).
  - Narcisse Pavot, instituteur et homme politique français († 18 mars 1971).
  - Rose Rey-Duzil, comédienne canadienne († 2 janvier 1981).
- 1896 : 
  - Philippe Étancelin, pilote automobile français († 13 octobre 1981).
  - Roger Sessions, compositeur américain († 16 mars 1985).
- 1897 : Ivan Koniev (Иван Степанович Конев), militaire soviétique († 21 mai 1973).
- 1898 : 
  - René Jolivet, écrivain, scénariste et cinéaste français († 27 février 1975).
  - Carl-Gustaf Rossby, météorologue d'origine suédoise († 19 août 1957).
  - Shigematsu Sakaibara (酒井原 繁松 dit), militaire japonais († 18 juin 1947).
  - Mischa Spoliansky (Мисша Сполианский dit), compositeur et pianiste britannique d'origine russe († 28 juin 1985).
- 1899 : 
  - Eugeniusz Bodo, réalisateur, scénariste, producteur de cinéma, ingénieur du son, et acteur polonais († 7 octobre 1943).
  - Mikhaïl Malinine (Михаил Сергеевич Малинин dit), militaire soviétique († 24 janvier 1960).
  - Jacques de Maupeou, homme politique français († 22 janvier 1963).
  - Edgar Neville, scénariste, réalisateur et producteur espagnol († 23 avril 1967).
- 1900 : Natalio Perinetti, footballeur international argentin († 24 mai 1985).

### XXesiècle
- 1901 : 
  - Thomas Benjamin Cooray, ecclésiastique srilankais († 29 octobre 1988).
  - Georges-André Klein, artiste peintre français orientaliste († 17 octobre 1992).
- 1902 :
  - Mortimer Adler, philosophe américain et éducateur († 28 juin 2001).
  - Shen Congwen (沈從文), écrivain chinois († 10 mai 1988).
  - Paul Guèvremont, acteur québécois († 9 mai 1979).
  - Carsta Löck, actrice allemande († 19 octobre 1993).
  - Hans Pulver, footballeur puis entraîneur de football suisse († 8 avril 1977).
  - Tomasz Stankiewicz, coureur cycliste polonais († 21 juin 1940).
- 1903 :
  - Earl Hines, pianiste de jazz américain († 22 avril 1983).
  - Mikhaïl Kalatozov (მიხეილ კონსტანტინეს ძე კალატოზიშვილი), réalisateur soviétique d'origine géorgienne († 27 mars 1973).
  - John von Neumann, mathématicien et physicien américain d'origine hongroise († 8 février 1957).
  - Joseph Salas, boxeur américain († 11 juin 1987).
- 1904 : 
  - Hermann Bickler, autonomiste lorrain et collaborateur français († 8 mars 1984).
  - Giuseppe Gola, footballeur et entraîneur italien († 1937).
  - Tatsuo Hori (堀 辰雄), écrivain et poète japonais († 28 mai 1953).
  - Sergueï Ioutkevitch (Сергей Иосифович Юткевич), réalisateur et scénariste soviétique († 23 avril 1985).
  - Joseph Offenbach (Joseph Ziegler dit), acteur allemand († 15 octobre 1971).
  - André Maugenet, agent secret français († 15 novembre 1943).
  - Fanny Rosenfeld, athlète canadienne († 14 novembre 1969).
- 1905 : 
  - Clifford Charles « Cliff » Arquette, acteur et scénariste américain († 27 décembre 1974).
  - Fulvio Bernardini, footballeur et entraîneur de football italien († 13 janvier 1984).
  - Gordon Dean, avocat et procureur américain († 15 août 1958).
  - Natan Rakhline (Натан Григорович Рахлін dit), chef d'orchestre ukrainien († 28 juin 1979).
  - Louis Toussaint, professeur et résistant français († 3 décembre 1943).
- 1906 :
  - Michel Bavastro, journaliste français († 1er mars 2008).
  - Duilio Coletti, scénariste et réalisateur italien († 22 mai 1999).
  - Fernand Dumont (Fernand Dumont dit), écrivain surréaliste belge († 15 mars 1945).
  - Eugène France, militant communiste et résistant français († 19 juillet 1944).
  - Helene Schmidt, athlète allemande († 11 novembre 1985).
- 1907 : 
  - Franz Ehrlich, architecte, sculpteur, graphiste et calligraphe allemand († 28 novembre 1984).
  - Erich Mielke, homme politique allemand († 21 mai 2000).
  - Roman Palester, pianiste, compositeur polonais de musique de films et symphonies († 25 août 1989).
  - Mario Paniati, joueur de football italien († 5 juin 1932).
  - Albert Rakoto Ratsimamanga, scientifique malgache († 16 septembre 2001).
  - Jacques Secretin, footballeur belge († 29 décembre 1978).
- 1908 :
  - Lewis Frederick « Lew » Ayres III, acteur, réalisateur et producteur américain († 30 décembre 1996).
  - Felicja Blumental, pianiste polonaise († 31 décembre 1991).
  - Jacques Chaumel, homme politique français († 22 janvier 1973).
  - Joseph-Alfred Mongrain, homme politique québécois († 23 décembre 1970).
  - Evgueni Voutchetitch (Евгений Викторович Вучетич), sculpteur soviétique († 12 avril 1974).
- 1909 :
  - Jacomina van den Berg, gymnaste artistique néerlandaise († 14 novembre 1996).
  - David Murray, pilote écossais de course automobile († 5 avril 1973).
- 1910 :
  - Henry Simon, artiste-peintre français († 27 février 1987).
  - Tomás Zarraonandía, joueur de football espagnol († 13 février 2000).
- 1911 :
  - Jacques-Henry Gros, chef d'entreprise français († 19 septembre 2011).
  - Robert Hervet, écrivain français († 25 juin 1996).
  - Gustave Malécot, mathématicien français († 7 novembre 1998).
  - Milan Stojanović (Милан Стојановиц), footballeur yougoslave (serbe) († date inconnue, à partir de 1930).
- 1912 :
  - James Allen, homme politique américain († 1er juin 1978).
  - Teuvo Aura, homme politique finlandais, Premier ministre de la Finlande en 1970 et de 1971 à 1972 († 11 janvier 1999).
  - Iouri Levitine (Юрий Абрамович Левитин), compositeur de musique classique soviétique ukrainien († 26 juillet 1993).
  - Auguste-Louis Loubatières, médecin endocrinologue français († 9 janvier 1977).
  - Kitty Mattern, actrice autrichienne († 14 juillet 1998).
  - Hervé Michaud, fermier, marchand et homme politique canadien († 5 juin 1978).
  - Pietro Reverberi, arbitre italien de basket-ball († 19 février 1985).
  - François Spoerry architecte français († 11 janvier 1999).
  - Georges Vaillant, chanteur d'opéra français († 16 janvier 2000).
  - Edward Randall « Eddie » Wiseman, joueur professionnel canadien de hockey sur glace († 6 mai 1977).
- 1913 :
  - Jean-Henri Azéma, poète français († 13 octobre 2000).
  - Vincent Gaddis, écrivain et journaliste américain († 26 février 1997).
  - André Glon, homme politique français († 22 décembre 1992).
  - Louis Harold « Lou » Jacobi, acteur canadien († 23 octobre 2009).
  - Wang Luobin (王洛宾), auteur-compositeur chinois († 14 mars 1996).
  - Monica Nolan, joueuse de tennis américaine († 18 décembre 1995).
  - Raymond Passat, cycliste français († 16 juin 1988).
  - Paolo Silveri, baryton italien († 7 mars 2001).
  - Fernand Watteeuw, photographe français († 31 mars 2003).
- 1914 :
  - Dirk « Dick » Been, footballeur néerlandais († 20 mai 1978).
  - Lee Bowman, acteur américain († 25 décembre 1979).
- 1915 :
  - Lev Chestakov (Лев Львович Шестаков), aviateur soviétique († 13 mars 1944).
  - Irving L. Leonard, producteur américain († 13 décembre 1969).
  - Morey Lewis, joueur de tennis américain († 4 juin 1977).
  - Pierre Puech-Samson, résistant et homme politique français († 20 janvier 2000).
  - Thérèse Sauvageau, institutrice, artiste-peintre et écrivaine québécoise († 3 décembre 2012).
- 1916 : 
  - Nelly Adamson, joueuse de tennis belge († 22 février 2010).
  - Noel Johnson, acteur britannique († 1er octobre 1999).
  - Guy Lapébie, coureur cycliste français († 8 mars 2010).
- 1917 :
  - Pierre Briquet, général français († 29 décembre 1997).
  - Ellis Clarke, magistrat et un homme politique trinidadien († 30 décembre 2010).
  - Mouloud Mammeri (Mulud At Mɛammar dit), écrivain, anthropologue et linguiste kabyle († 26 février 1989).
- 1919 :
  - Manuel Antonio Esteva Corró, footballeur espagnol († 24 mars 2000).
  - Félicien Joly, résistant français († 15 novembre 1941).
  - Maurice St-Pierre, policier québécois († 22 juin 2009).
- 1920 :
  - Stephen « Steve » Van Buren, joueur américain de football américain († 23 août 2012).
  - James Counsilman, entraîneur américain de natation († 4 janvier 2004).
  - Antoinette de Monaco, sœur du prince Rainier III († 18 mars 2011).
  - André Verchuren, accordéoniste français († 10 juillet 2013).
  - Albert Alexander « Al » Wistert, joueur de football américain († 5 mars 2016).
- 1921 :
  - Raimond Castaing, physicien français († 10 avril 1998).
  - Jean-Paul Elkann, banquier français († 23 novembre 1996).
  - Philippe de Gaulle, officier de marine français.
  - John « Johnny » Jorgensen, joueur américain de basket-ball († 19 janvier 1973).
  - Johnny Otis (John Alexander Veliotes dit), chef d'orchestre et compositeur américain, d'origine grecque († 17 janvier 2012).
  - Amélia Perchard (Amélia Noël dite), écrivaine, dramaturge et poétesse en langue jersia britanniqueise († 19 juillet 2012).
- 1922 :
  - Noël Ballif, ethnologue français († 6 juin 1993).
  - François Bourricaud, sociologue français († 8 novembre 1991).
  - Ivan Desny, acteur suisse († 13 avril 2002).
  - Antoine Humblet, entrepreneur et homme politique belge († 25 novembre 2011).
  - Stanley « Stan » Lee, scénariste et directeur de publication américain († 12 novembre 2018).
  - Hannes Lindemann, médecin, navigateur et céiste allemand († 17 avril 2015).
  - Suzanne Salmon, romancière française († 27 juillet 2008).
- 1923 :
  - Louis Beavogui, homme politique guinéen, Premier ministre puis président de la République par intérim († 19 août 1984).
  - Andrew Duggan, acteur américain († 15 mai 1988).
  - Josef Hassid, violoniste polonais († 7 novembre 1950).
  - Virginia Vee (Virginia Peters dite), chanteuse américaine († 9 juin 2010).
- 1924 : 
  - Véra Norman (Marguerite Trediakowski dite), actrice française.
  - Milton Obote, homme politique président de la République d'Ouganda († 10 octobre 2005).
- 1925 :
  - Willy Kemp, coureur cycliste professionnel luxembourgeois († 18 octobre 1921).
  - Hildegard Knef, actrice allemande († 1er février 2002).
- 1926 :
  - Donna Hightower, chanteuse de jazz et de soul américaine († 19 août 2013).
  - Primo Sentimenti, joueur de football professionnel italien († 13 octobre 2016).
  - Gökşin Sipahioğlu, photographe turc († 5 octobre 2011).
- 1927 :
  - Edward Babiuch, homme politique polonais, Premier ministre de la Pologne en 1980 († 1er février 2021).
  - Gustave Gosselin, pilote automobile belge († 3 février 1986).
  - Mary Kelly, femme de lettres britannique († 2017).
- 1928 :
  - René Domingo, footballeur français d'origine espagnole († 13 juin 2013).
  - Öyvind Fahlström, peintre, écrivain et poète suédois († 9 novembre 1976).
  - Robert Scheerer, réalisateur, acteur et producteur américain († 3 mars 2018).
  - Ian Steel, coureur cycliste britannique († 20 octobre 2015).
  - Beverly Michaels, actrice et mannequin américaine († 9 juin 2007).
- 1929 :
  - Terry Sawchuk, hockeyeur sur glace canadien († 31 mai 1970).
  - Maarten Schmidt, astronome néerlandais († 17 septembre 2022).
- 1930 : 
  - Eugene « Gene » Conners, tromboniste et chanteur de jazz américain († 10 juin 2010).
  - Hans Holmér, haut fonctionnaire de police suédois († 4 octobre 2002).
  - Franz « Franzl » Lang, chanteur allemand († 6 décembre 2015).
  - Henry Lejeune, socio-culturel autodidacte belge († 18 février 2014).
  - Edmund Leonard « Ed » Thigpen, batteur de jazz américain († 13 janvier 2010).
- 1931 :
  - Guy Debord, homme de lettres français, fondateurs de l'Internationale situationniste († 30 novembre 1994).
  - Jean-Louis Depierris, poète français († 15 avril 2001).
  - Carlo Fontanesi, footballeur italien.
  - Gaston (Michel Cassez dit), choriste français, dernier survivant des "Compagnons de la chanson" avec son aîné Marc Herrand.
  - Georg « Org » Marais, économiste et homme politique sud-africain.
  - Martin Milner, acteur américain († 6 septembre 2015).
  - Constantin Xenakis, peintre et sculpteur grec naturalisé français († 6 juin 2020).
  - Serge Bourrier, acteur français († 27 décembre 2017).
- 1932 :
  - Dhirubhai Ambani (धीरूभाई अंबानी), magnat indien († 6 juillet 2002).
  - Dorsey Burnette, chanteur américain († 19 août 1979).
  - Hélène Franck, écrivain, journaliste et traductrice vaudoise suissesse.
  - Cornelius Gurlitt, collectionneur d'art germano-autrichien († 6 mai 2014).
  - Harry Howell, hockeyeur sur glace canadien († 9 mars 2019).
  - Ilja Kirchev (Илия Кирчев), joueur de football international bulgare († 11 septembre 1997).
  - Nichelle Nichols (Grace Dell Nichols dite), actrice américaine († 30 juillet 2022).
  - Manuel Puig, écrivain argentin († 22 juillet 1990).
  - Alain Rais, comédien et metteur en scène français († 7 juin 2011).
  - Paule Moris, skieuse alpine française († 22 mars 2021).
- 1933 :
  - Hubert Bédard, claveciniste, organiste, restaurateur et facteur de clavecins québécois († 17 juin 1989).
  - Inger Bjørnbakken, skieuse alpine norvégienne († 13 février 2021).
  - Chilek « Charles » Fiterman, homme politique français.
  - Charles Portis, écrivain américain († 17 février 2020).
  - Émile Souply, sculpteur et orfèvre belge († 8 février 2013).
- 1934 : 
  - John Fellows Akers, homme d'affaires américain († 22 août 2014).
  - Zohra Drif (زهرة ظريف), militante indépendantiste, avocate et femme politique algérienne.
  - Alasdair Gray, romancier, poète, dramaturge et peintre écossais († 29 décembre 2019).
  - Yūjirō Ishihara (石原 裕次郎), acteur et chanteur japonais († 17 juillet 1987).
  - Margaret Natalie « Maggie » Smith, actrice britannique.
  - David Warrilow, acteur anglais d'origine irlandaise († 17 août 1995).
- 1935 :
  - Fernando Lopes, réalisateur et scénariste française († 2 mai 2012).
  - Nicolas Sarkis, économiste franco-libanais.
  - Ary Ventura Vidal, entraîneur brésilien de basket-ball († 28 janvier 2013).
  - Hélène Châtelain, réalisatrice et scénariste française († 11 avril 2020).
- 1936 :
  - Young Jessie (Obediah Donnell Jessie dit), chanteur américain († 27 avril 2020).
  - Jacques Mesrine, criminel français († 2 novembre 1979).
  - Lawrence Schiller, scénariste, directeur de la photographie et monteur américain.
  - Han Seung-soo (한승수), diplomate et homme politique sud-coréen, Premier ministre de la Corée du Sud de 2008 à 2009.
- 1937 : 
  - Jean-Jacques Brochier, journaliste français († 29 octobre 2004).
  - Jorge Nuno Pinto da Costa, homme d'affaires portugais, président du FC Porto depuis 1982.
  - Céline Léger, actrice québécoise († 20 janvier 2017).
  - Eugene Lytton « Gene » Scott, joueur de tennis américain († 20 mars 2006).
- 1938 :
  - Marie-Claude Sandrin, écrivaine française.
  - Frank Kelly, acteur irlandais († 28 février 2016).
  - Pachín (Enrique Pérez Díaz dit), footballeur espagnol († 10 février 2021).
  - Anatoli Slivko (Анато́лий Емелья́нович Сливко́), tueur en série soviétique († 16 septembre 1989).
  - Mary Wheeler, mathématicienne américaine.
  - Alexander Young, guitariste et musicien de session écossais († 4 août 1997).
- 1939 :
  - Philip Anschutz, homme d'affaires américain.
  - Laura Cretara, artiste italienne.
  - Giuseppe Fezzardi, coureur cycliste italien.
  - Yehoram Gaon (יהורם גאון), chanteur israélien.
  - Jake Holmes, auteur-compositeur-interprète américain.
  - Frank McLintock, footballeur écossais.
  - Rizia Rahman, romancière bangladaise († 16 août 2019).
- 1940 :
  - Arackaparambil Kurien Antony (എ കെ ആൻ്റണി), homme politique indien.
  - Yori Bertin, (Catherine Chassin), comédienne française.
  - Don Francisco (Mario Luis Kreutzberger Blumenfeld dit), animateur de télévision chilien.
  - Dany Jacquet (Danièle Jacquet dite), actrice française († 29 septembre 1993).
  - François Lubiana, chanteur et compositeur français († 2 septembre 2011).
  - Hilton McRae, acteur de théâtre, de télévision et de cinéma écossais.
  - Lonnie Liston Smith, pianiste et claviériste américain de jazz fusion.
  - Jacques Le Nantec, sculpteur français.
- 1941 :
  - Benamar Bakhti (بن عمار بختي), metteur en scène algérien de cinéma et de télévision († 3 juin 2015).
  - Jacques Brossard, homme politique français.
  - Gary Klang, romancier, poète, dramaturge et essayiste haïtien.
  - Georges Vandenberghe, cycliste sur route belge († 23 septembre 1983).
  - Tetsuya Watari (渡 哲也), acteur, producteur et chanteur japonais († 10 août 2020).
- 1942 :
  - Benoît Allemane, acteur français († 5 janvier 2025)
  - James Benning, réalisateur américain.
  - Peter Berlin, photographe et acteur pornographique allemand.
  - Attilio Celant, économiste et géographe italien.
  - Julià de Jòdar i Muñoz, écrivaine catalane.
  - Allan Harris, joueur professionnel et entraîneur de football anglais († 23 novembre 2017).
  - Tadayoshi Ichida (市田 忠義), homme politique japonais.
  - Orest Lenczyk, footballeur polonais.
  - Michèle Perello (Michèle Peirello dite), actrice française († 10 janvier 2004).
  - Roger Swerts, coureur cycliste belge.
  - Dino Tavarone, acteur québécois d’origine italienne.
- 1943 :
  - William McClellan « Billy » Chapin, acteur américain († 2 décembre 2016).
  - David Peterson, homme politique canadien, Premier ministre de l'Ontario de 1985 à 1990.
  - Juan Luis Cipriani Thorne, cardinal péruvien, archevêque de Lima de 1999 à 2019.
  - Richard Whiteley, présentateur de télévision britannique († 26 juin 2005).
- 1944 :
  - Sandra Moore Faber, professeur d'astrophysique et astronome américaine.
  - Johnny Isakson, homme politique américain († 19 décembre 2021).
  - Jean de Kervasdoué, économiste de la santé français.
  - Georges Molinié, philologue et professeur français († 5 juin 2014).
  - Kary Mullis, biochimiste américain, prix Nobel de chimie 1993 († 7 août 2019).
  - René Quatrefages, historien français.
  - Marco Solari, personnalité suisse du cinéma, président du Festival international du film de Locarno.
  - Amadou Tidiane Dia, officier général sénégalais.
- 1945 :
  - David Allen, consultant américain.
  - Birendra Bir Bikram Shah Dev (वीरेन्द्र वीर विक्रम शाह देव), roi du Népal de 1972 à 2001 († 1er juin 2001).
  - Max Hastings, journaliste, éditeur et historien britannique.
  - Jun Kuki (九鬼 潤), joueur de tennis japonais.
  - Bertin Leblanc, homme politique canadien.
  - George Zebrowski, écrivain et éditeur américain de science-fiction.
- 1946 :
  - Roger Bamburak, joueur de hockey sur glace canadien.
  - Mickey Dale « Mike » Beebe, homme politique américain, gouverneur de l'Arkansas de 2007 à 2015.
  - Giorgio Bertin, prélat catholique italien.
  - Christian Donnat, footballeur français.
  - Pierre Falardeau, cinéaste canadien († 25 septembre 2009).
  - Timothy Peter « Tim » Johnson, homme politique américain.
  - William Francis « Bill » Lee III, joueur de baseball professionnel américain.
  - Danielle Peter, basketteuse internationale française († 23 mai 1981).
  - Edgar Winter, chanteur, claviériste et saxophoniste américain.
- 1947 :
  - Mustafa Akıncı, homme politique nord-chypriote.
  - Spencer Bachus, homme politique américain.
  - Charles Benbow, organiste américain († 16 mai 1988).
  - Dominique Bur, haut fonctionnaire français.
  - Louis Floch, footballeur français.
  - José María Laredo, footballeur espagnol.
  - Peter MacGregor-Scott, producteur britannique († 29 ou 25 octobre 2017).
  - Miguel Quinteros, joueur d'échecs argentin.
  - Frederick Taylor, historien britannique.
- 1948 :
  - Jan Balachowski, athlète polonais.
  - Catherine Challandes, enseignante et écrivain vaudoise suissesse.
  - Jacques Santkin, homme politique belge wallon († 28 août 2001).
  - Édgar Vivar, acteur mexicain.
  - Jean-Marie Moreau, auteur et compositeur français († 29 octobre 2020).
- 1949 :
  - Gheorghe Berceanu, lutteur roumain († 30 août 2022).
  - Yasmin Aga Khan, princesse et philanthrope américaine.
  - Kaoru Kitamura (北村 薫), romancier japonais.
  - Dieter Meinel, fondeur allemand.
  - Jean-Claude Olry, céiste français.
  - Ma Anand Sheela (માં આનંદ શિલા), secrétaire et porte-parole indo-helvète d'Osho.
- 1950 :
  - William Alexander « Alex » Chilton, chanteur américain († 17 mars 2010).
  - Clifford Cocks, mathématicien et cryptographe britannique.
  - Jean-Pierre Louvel, dirigeant de football français.
  - Hugh McDonald, musicien américain.
  - Juan María Traverso, pilote automobile argentin.
- 1951 :
  - Ian Buruma, écrivain, journaliste et conférencier néerlandais.
  - John Gray, psychothérapeute et écrivain américain.
  - Gilbert Montagné, chanteur français.
  - Mariko Okamoto (岡本真理子), joueuse de volley-ball japonaise.
  - Jean Scarcella, 95e père abbé suisse (abbé mitré nullius dioecesis).
  - Cécile Untermaier, femme politique française.
  - Nataliya Vitrenko (Наталія Михайлівна Вітренко), femme politique ukrainienne.
  - Jacques Zimako, footballeur français(† 8 décembre 2021).
- 1952 :
  - Arun Jaitley (अरुण जेटली), homme politique indien († 24 août 2019).
  - Ray Knight, joueur américain de baseball.
  - Terry Shane, danseuse et actrice américaine.
  - Mária Zakariás, kayakiste hongroise.
- 1953 :
  - Jérôme Bouvier, journaliste français
  - Richard Band, compositeur et producteur américain.
  - Brian Brinkley, nageur britannique.
  - Richard Clayderman (Philippe Pagès dit), pianiste français.
  - Alfred Eder, biathlète autrichien.
  - James Foley, réalisateur, scénariste et acteur américain.
  - Tatsumi Fujinami (藤波辰巳), catcheur japonais.
  - William « Trip » Hawkins III, entrepreneur américain.
  - Bernard Minet (Bernard Wantier dit), batteur français du groupe Les Musclés.
  - Leslie « Les » Riddle, joueur australien de basket-ball.
- 1954 :
  - Emmanuel Delmas, évêque catholique français, évêque d'Angers depuis 2008.
  - Slavitza Jovan, actrice serbe.
  - Andrea Molesini, écrivain, poète et traducteur italien.
  - Denzel Washington, acteur américain.
  - Tadeusz Zwiefka, homme politique polonais.
- 1955 :
  - Jean-Pierre Guéno, écrivain et directeur d'éditions français.
  - Philippe Helbert, footballeur français.
  - Kenneth David « Kenny » Kirkland, pianiste américain de jazz († 13 / 12 novembre 1998).
  - (ou 18 décembre) Dominique Marais, footballeur français.
  - Jean-Luc Moulène, artiste contemporain français.
  - Salomon Sellam, médecin et essayiste français.
  - Yvan Tessier, photographe français.
  - Liu Xiaobo (刘晓波), intellectuel, écrivain et militant des droits de l'homme chinois († 13 juillet 2017).
- 1956 :
  - Patrick Abate, homme politique français.
  - Nigel Kennedy, violoniste britannique.
  - Ngọc Lan, chanteuse vietnamienne († 6 mars 2001).
  - Graziella de Michele, chanteuse française.
  - Pierre Pribetich, professeur et homme politique français.
  - Alain Thibault, compositeur canadien de musique électroacoustique.
- 1957 :
  - Javier Arenas, homme politique espagnol.
  - Jack Barlett, prestidigitateur, illusionniste et techno-magicien français.
  - Dumitru Braghiș, homme politique moldave, Premier ministre de la Moldavie de 1999 à 2001.
  - Norbert Fruck, joueur de football ouest-allemand.
  - Emmanuel Hamelin, homme politique français.
  - Serigne Mbaye Thiam, homme politique sénégalais.
  - Derek Yee (爾冬陞), réalisateur hongkongais.
- 1958 :
  - Sven-Erik Bucht, homme politique suédois.
  - Terry Butcher, footballeur anglais.
  - Naomi Fujiyama (藤山 直美), actrice japonaise.
  - Jean-Marc Governatori, homme politique français.
  - Gilles Leroy, écrivain français.
  - Jean-Hugues Lime, réalisateur et écrivain français.
  - Jean Molla, auteur français de livres pour la jeunesse.
  - Twila Paris, chanteuse, pianiste et compositrice américaine.
  - Larbi Naceri, acteur et scénariste français français.
  - Philippe Chanoinat, scénariste de bande dessinée français.
- 1959 :
  - Tomas Gustafson, patineur de vitesse suédois.
  - Benoit Labonté, homme politique québécois.
  - Bei Ling (貝嶺), poète et dissident chinois.
  - Andy McNab (Steven Billy Mitchell dit), militaire et romancier britannique.
  - Paweł Przybylski, pilote de rallye polonais.
  - Thierry Tonnellier, athlète français.
  - Ana Torroja, chanteuse espagnole, du trio musical Mecano, avec les frères Cano.
  - Miho Takeda (武田美穂), illustratrice japonaise.
- 1960 :
  - Dev Benegal (देव बॅनॅगल), réalisateur et scénariste indien.
  - Raymond Bourque, hockeyeur canadien.
  - Terri Garber, actrice américaine.
  - Chadwick Steven « Chad » McQueen, acteur, producteur et pilote automobile américain, fils de Steve Mc Queen († 11 septembre 2024).
  - Vincent Mériton, homme politique seychellois.
  - Shinichi Morishita (森下 申一), footballeur japonais.
  - Zane Smith, joueur américain de baseball.
  - Claude Tchamitchian, contrebassiste et compositeur de jazz français.
  - Melvin Turpin, joueur américain de basket-ball.
  - Carl Willis, joueur de baseball professionnel.
  - Robert F. Chew, coach et acteur américain († 17 janvier 2013).
- 1961 :
  - Zhang Bin (張 斌), joueur chinois de basket-ball.
  - Agnès Le Brun, femme politique française.
  - Boško Đurovski, footballeur macédonien
  - Peter Gysbrechts, homme politique belge flamand.
  - Gert Bo Jacobsen, boxeur danois.
  - Helen Newlove, femme politique britannique.
  - Kent Nielsen, footballeur danois.
  - Pirmin Schwander, homme politique suisse.
  - Martina Werner, femme politique allemande.
- 1962 :
  - Abdi Bile, athlète somalien.
  - Michelle Cameron, nageuse synchronisée canadienne.
  - Pascal Lévy est un cavalier français de saut d'obstacles.
  - Corinne Marchal-Tarnus, femme politique française.
  - Renato Münster, acteur chilien.
  - Michel Petrucciani, pianiste et compositeur de jazz français († 6 janvier 1999).
  - Lionel Tua, acteur français.
  - Rachel Z (Rachel Carmel Nicolazzo dite), pianiste de jazz américaine.
  - Quim Torra, homme politique espagnol.
- 1963 :
  - Amadou Baba Sy, médecin et homme politique malien.
  - Jean-Philippe Daurelle, sabreur puis entraîneur français.
  - David Empringham, pilote automobile canadien.
  - Linda Keough, athlète britannique.
  - Rui Naiwei (芮乃伟), joueuse de go professionnelle sino-sud-coréenne.
  - Chawki Tabib (شوقي طبيب), avocat tunisien.
  - Béatrice Uria-Monzon, mezzo-soprano française.
  - Jean-Philippe Daurelle, escrimeur français.
  - Laurent Mignon, banquier d'affaires.
- 1964 :
  - Moïse Katumbi, homme d’affaires et homme politique congolais.
  - Jean-Yves Hours, footballeur français.
  - Albertine Koutouan, athlète ivoirien.
  - Rick Leach, joueur de tennis professionnel américain.
  - Laurence Modaine-Cessac, escrimeuse française.
  - Vincent Monteil, chef d'orchestre français.
  - María Teresa « Maite » Zúñiga Domínguez, athlète espagnole.
- 1965 :
  - Anne Alaphilippe, joueuse de rugby française.
  - Dražen Biškup, footballeur croate.
  - Dany Brillant (Daniel Cohen dit), chanteur français.
  - Kazuo Echigo (越後 和男), footballeur japonais.
  - Goldie (Clifford Price dit), compositeur de musique électronique et acteur anglais.
  - Allar Levandi, spécialiste du combiné nordique soviétique puis estonien.
  - Olli Rahnasto, joueur de tennis professionnel finlandais.
  - Edita Randová, chanteuse d'opéra tchèque.
  - Jos Stam, chercheur néerlandais dans le domaine de l'infographie.
  - Tian Yumei (田玉梅), athlète chinoise, spécialiste du sprint.
  - John Piccard, skieur alpin français.
- 1966 :
  - Gavin Baddeley, journaliste et écrivain britannique.
  - Piotr Beczała, ténor polonais.
  - Jan Bijvoet, acteur belge néerlandophone.
  - Kaliopi (Kaliopi Bukle dite), chanteuse macédonienne.
  - Mohamed Ali Mahjoubi (محمد علي المحجوبي), footballeur tunisien.
  - Wojciech Wojda, chanteur polonais.
- 1967 :
  - Isabelle Dethan, dessinatrice et scénariste de bandes dessinées française.
  - Franck Fouquet, photographe français.
  - Ronald « Ron » Oliver, réalisateur, scénariste et producteur américain.
  - Christian Voltz, artiste plasticien et auteur jeunesse français.
  - Franklin Christenson « Chris » Ware, auteur de bande dessinée américain.
  - Abdelghani « Ghani » Yalouz, lutteur français, champion de lutte gréco-romaine.
- 1968 :
  - Olivier Clodong, essayiste et homme politique français.
  - Jozef Daňo, joueur professionnel de hockey sur glace slovaque.
  - Élder Herrera, coureur cycliste colombien.
  - Michael Hopkins, astronaute américain.
  - Akihiko Hoshide (星出 彰彦), ingénieur et spationaute japonais.
  - Svetlana Kapanina (Светлана Владимировна Капанина), aviatrice russe.
  - Christoph Lehmann, sauteur à ski suisse.
  - Brian Steen Nielsen, footballeur danois.
  - Juan Rossell, joueur de beach-volley cubain.
  - Leonardo Vieira, acteur brésilien.
  - Brian Steen Nielsen, footballeur danois.
  - Philippe Frei, homme politique français.
- 1969 :
  - Katie Hobbs, femme politique américaine.
  - Baruch Levine, compositeur et chanteur américain.
  - Serge Yanic Nana, expert financier camerounais.
  - Juan Reynoso, footballeur péruvien.
  - Abbas Sy, basketteur français.
  - Linus Torvalds, informaticien finlandais, créateur de Linux.
  - Jérôme Tichit, journaliste français.
  - James Trapp, athlète américain, spécialiste du sprint.
- 1970 :
  - Guillaume Multrier, entrepreneur français.
  - Oleg Artemiev (Олег Германович Артемьев), spationaute russe.
  - Michaela Biancofiore, femme politique italienne.
  - Elaine Hendrix, actrice et productrice américaine.
  - James Jett, athlète et footballeur américain.
  - Francesca Le, actrice pornographique et réalisatrice américaine.
  - Anouk Ricard, illustratrice et auteur de bandes dessinées française.
  - Brenda Schultz, joueuse de tennis néerlandaise.
  - Bertrand Soulier, chanteur, auteur et compositeur français.
  - Makoto Yonekura (米倉 誠), footballeur japonais.
- 1971 :
  - Diego Abal, arbitre argentin de football.
  - Sergi Barjuan, footballeur et entraîneur espagnol.
  - Thomas Cantaloube, journaliste français.
  - Roberto Cecon, sauteur à ski italien.
  - Joseph Walter « Joe » Dziedzic, joueur américain de hockey sur glace.
  - Olivier Enjolras, footballeur français.
  - Jan-Derek Sørensen, footballeur norvégien.
  - Thomas Degos, haut fonctionnaire français.
- 1972 :
  - Katarzyna Adamik, réalisatrice polonaise.
  - Jane Alexander, actrice italienne d'origine anglaise.
  - Ur Apalategi, philologue, professeur et écrivain basque français.
  - Valérie Archeno, photographe et réalisatrice française.
  - Yannick Bestaven, navigateur français vainqueur aux points du Vendée Globe 2020-2021.
  - Cristina Branco, chanteuse portugaise.
  - Scott Brown, producteur et disc-jockey britannique.
  - José Cilley, joueur de rugby argentin.
  - Ingrid Colicis, femme politique belge.
  - Greg Coolidge (Gregory Kullich dit), acteur, scénariste, réalisateur et producteur américain.
  - Jean-François Jomphe, joueur professionnel canadien.
  - Supakorn Kitsuwon, acteur thaïlandais.
  - Roberto Palacios, joueur de football péruvien.
  - Ielena Ponomareva (Елена Ивановна Пономарева), joueuse de volley-ball russe.
  - Patrick Rafter, joueur de tennis professionnel australien.
  - Vincent Roux, journaliste français.
  - Dúmar Rueda, footballeur colombien.
  - Kevin Stitt, homme politique américain.
  - Shinobu Terajima (寺島 しのぶ), actrice japonaise.
  - Adam Vinatieri, joueur de football américain.
- 1973 :
  - Kwame Ayew, footballeur international ghanéen.
  - Marc Blume, athlète allemand spécialiste du sprint.
  - Alexandra « Alex » Coomber, skeletoneuse britannique.
  - Alex Dimitriades, acteur australien.
  - Ryan Leef, homme politique canadien.
  - Camilla Lindberg, femme politique suédoise.
  - Seth Meyers, humoriste américain.
  - Ids Postma, patineur de vitesse néerlandais.
  - Alexandre Robak (Александр Рэмович Робак), acteur, réalisateur et producteur russe.
  - Joy Sorman, femme de lettres française.
- 1974 :
  - Scott Andrews, homme politique canadien.
  - Kouame Koffi Athanase, notaire et homme politique ivoirien.
  - Lucjan Błaszczyk, pongiste polonais.
  - Stephanie Che (车婉婉), chanteuse et actrice hongkongaise.
  - Glenn D'Hollander, coureur cycliste belge.
  - Andrea Massucchi, gymnaste italien († 16 novembre 1997).
  - Robert Wade « Rob » Niedermayer, Jr., joueur professionnel de hockey sur glace canadien.
  - Markus Weinzierl, entraîneur de football allemand.
- 1975 :
  - Jared Anderson, chanteur de death metal américain († 14 octobre 2006).
  - Petr Krátký, joueur de hockey sur glace professionnel tchèque.
  - James « Jamie » Storr, joueur de hockey sur glace professionnel canadien.
  - Fredrik Winsnes, footballeur professionnel norvégien.
  - Steven Wostijn, joueur de football belge.
- 1976 :
  - Fanny Bertrand, pongiste française.
  - Sébastien Cazenove, homme politique français.
  - Charles Clinger, athlète américain.
  - Benoît Gratton, joueur professionnel.
  - Eric Griffin, bassiste américain.
  - Brendan Hines, acteur et chanteur-compositeur américain.
  - Joseph Michael « Joe » Manganiello, acteur américain d'origine arménienne et italienne.
  - Ben Tune, joueur de rugby australien.
  - Trond Nymark, athlète norvégien.
  - Sébastien Pagès, joueur de rugby français.
  - Andrew Robert « Andy » Potts, triathlète américain.
  - Chen Sisi (陈思思), chanteuse folklorique chinoise.
  - Benjamin Newman « Ben » Tune, joueur de rugby à XV australien.
- 1977 :
  - Kuami Agboh, footballeur international togolais.
  - Derrick Brew, athlète américain, champion olympique du relai 4 x 400 m..
  - Kery James (Alix Mathurin dit), rappeur français.
  - Thomas Kleine, footballeur allemand.
  - Seun Ogunkoya, athlète nigérian, spécialiste du sprint.
  - Luigi Riccio, footballeur italien.
  - Michael Spears, acteur américain.
- 1978 :
  - Patrik Ježek, footballeur tchèque.
  - Feng Kun (冯坤), joueuse chinoise de volley-ball.
  - John Legend (John Roger Stephens dit), compositeur, pianiste et chanteur américain.
  - Nicolas Meunier, coureur cycliste français.
  - Ievguen Mirochnytchenko (Євген Віталійович Мірошниченко), grand maître ukrainien du jeu d'échecs.
  - Özgü Namal, actrice turque.
  - Frédéric Page, footballeur suisse.
  - Christelle Sturtz, championne de karaté française.
  - Holly Throsby, auteur-compositeur-interprète australienne.
  - Alexander Wolf, biathlète allemand.
- 1979 :
  - Michel Jean-Baptiste Adolphe, basketteur français.
  - James Blake, joueur de tennis américain.
  - John « Johnny » Clark, pilote automobile américain de stock-car.
  - Daniel Forfang, sauteur à ski norvégien.
  - William « Bill » Hall, joueur américain de baseball.
  - Rafael Leitão, joueur d'échecs brésilien.
  - Claudia Presăcan, gymnaste roumaine.
  - Noomi Rapace, actrice suédoise.
  - Rocko (Rodney Ramone Hill Jr. dit), rappeur et producteur de musique américain.
  - Suleyman Sleyman, footballeur international suédois.
  - Robert « Rob » Stewart, photographe animalier canadien († 31 janvier 2017).
  - B-Tight (Robert Edward Davis dit), rappeur allemand.
  - Joke Van de Velde, mannequin et présentatrice de télévision belge, Miss Belgique 2000.
  - André Holland, acteur américain.
- 1980 :
  - Irina Belova (Ирина Олеговна Белова), gymnaste rythmique russe.
  - Kent Farrington, cavalier de saut d'obstacles américain.
  - Vanessa Ferlito, actrice américaine.
  - Chintu Kampamba, footballeur zambien.
  - Lomana LuaLua, footballeur congolais.
  - Mário Pečalka, footballeur international slovaque.
  - Ryta Turava (Маргарыта Мікалаеўна Турава), athlète biélorusse.
- 1981 :
  - Nicolas Antonoff, joueur professionnel de hockey sur glace.
  - Julien Mette, footballeur français.
  - Heinrich Johannes « Heini » Bock, joueur de rugby namibien.
  - Khalid Boulahrouz, footballeur néerlandais.
  - Sienna Miller, actrice, styliste et mannequin américano-britannique.
  - David Moss, joueur professionnel de hockey sur glace américain.
  - Narsha (Park Hyo-jin / 박효진 dite), chanteuse sud-coréenne.
  - João Neto, judoka portugais.
  - Mika Väyrynen, footballeur professionnel finlandais.
  - Daniel Vaughn « Danny » Webber, footballeur anglais.
  - Wilton Sampaio, arbitre brésilien.
- 1982 :
  - Cedric Benson, joueur américain de football américain.
  - Jennifer Decker, actrice française.
  - Cédric Garcia, joueur de rugby à XV français international.
  - Beau Garrett, actrice américaine.
  - Curtis Glencross, joueur professionnel de hockey sur glace canadien.
  - François Gourmet, athlète belge.
  - Quinton Porter, joueur américain de football américain et de football canadien.
  - Alessandro Proni, coureur cycliste italien.
  - Malaya van Ruitenbeek, coureur cycliste néerlandais.
  - Martin Sulle, athlète tanzanien.
  - Matthew Jean Paul « Matt » Walst, chanteur canadien.
  - Wanessa (Wanessa Godói de Camargo Buaiz dite), auteur-compositeur-interprète brésilienne.
  - Ahmed Zuway (أحمد الزوي), footballeur libyen.
  - Ayumi Sugiyama-Shinjo, chef pâtissière japonaise.
- 1983 :
  - Luciano Becchio, footballeur argentin.
  - Debatik Curri, footballeur albanais.
  - Jérémie Delprat, joueur français de pelote basque.
  - John Fairbairn, skeletoneur canadien.
  - Mike He (Hè Jūnxiáng / 賀軍翔 dit), acteur taïwanais.
  - Aiko Nakamura (中村藍子), joueuse de tennis japonaise.
  - Maria Niklińska, actrice de cinéma et chanteuse polonaise.
- 1984 :
  - Idrissa Adam, athlète camerounais.
  - Barret Browning, joueur de baseball américain.
  - Rosir Calderón, joueuse cubaine de volley-ball.
  - Lisa Cant, mannequin canadien.
  - Maggie Civantos, actrice espagnole.
  - Lydia Guirous, femme politique française.
  - Elena Ivashchenko (Еле́на Ви́кторовна Ива́щенко), judokate russe († 15 juin 2013).
  - Martin Kaymer, golfeur allemand.
  - Denis Khismatoulline (Денис Римович Хисматуллин), joueur d'échecs russe.
  - Seán St Ledger, joueur de football professionnel irlandais.
  - Leroy Lita, footballeur anglais.
  - Alexander « Alex » Lloyd, pilote automobile anglais.
  - Sita-Taty Matondo, joueur international canadien de football.
  - Kimberley Mickle, athlète australienne.
  - Jamuovandu Ngatjizeko, footballeur namibien.
  - Duane Solomon, athlète américain.
  - Sandra Ygueravide, basketteuse espagnole.
  - François Piquemal, homme politique français.
- 1985 :
  - Daniel « Dan » Amboyer, acteur américain.
  - Ivan Perrillat Boiteux, skieur de fond français.
  - Kamani Hill, footballeur international américain.
  - Eleonora Kezhova (Елеонора Валериева Кежова), gymnaste rythmique bulgare.
  - Michal Sersen, joueur professionnel de hockey sur glace slovaque.
  - Celeste Star, mannequin et actrice pornographique américaine.
  - Taryn Terrell, catcheuse et mannequin américaine.
  - Benoît Trémoulinas, footballeur français.
  - Tom Vermeer, coureur cycliste néerlandais.
  - Alexis Hanquinquant, paratriathlète français.
- 1986 :
  - Adrien Bossel, joueur de tennis suisse.
  - Bocundji Ca, footballeur international bissau-guinéen.
  - Patrick Davis, joueur de hockey sur glace américain.
  - Tom Huddlestone, footballeur anglais.
  - Ana Jelušić, skieuse alpine croate.
  - Lauren Stephens, coureuse cycliste professionnelle américaine.
  - Daniel Joseph « Danny » Swanson, footballeur écossais.
  - Agnieszka Szwarnóg, athlète polonaise, spécialiste de la marche.
  - Robbie Williams, joueur de snooker anglais.
- 1987 :
  - Taylor Ball, acteur américain.
  - Bastien Dayer, skieur suisse.
  - Thomas Dekker, acteur et musicien américain.
  - Adam Gregory, acteur américain.
  - Shawn O'Malley, joueur de baseball américain.
  - Yui Okada (岡田唯), idole et chanteuse japonaise.
- 1988 :
  - Agiimaa (Агиймаа), chanteuse mongole.
  - Islam-Beka Albiyev (Ислам-Бека Саид-Цилимович Альбиев), lutteur russe.
  - Balal Arezou (بلال آرزو), footballeur afghan.
  - Inès Boubakri (إيناس بوبكري), escrimeuse tunisienne.
  - Jordy Buijs, footballeur néerlandais.
  - Chedwyn Michael « Ched » Evans, footballeur international gallois.
  - Elfyn Evans, pilote de rallye gallois.
  - Florrie (Florence Arnold dite), chanteuse britannique.
  - Kōhei Kameyama (亀山 耕平), gymnaste japonais.
  - Enrica Merlo, volleyeuse italienne.
  - Perri Pierre, acteur et producteur américain.
  - Abdou Razack Traoré, footballeur international burkinabé.
  - Adam Sarota, footballeur australien.
- 1989 :
  - Harry Arter, footballeur anglo-irlandais.
  - Xavier Kouassi, footballeur ivoirien.
  - Austin Barnes, joueur de baseball américain.
  - George Blagden, acteur anglais.
  - Jessie Buckley, chanteuse et actrice irlandaise.
  - Sébastien Dockier, joueur de hockey sur gazon international belge.
  - Levan Kalandadze (Леван Каландадзе), volleyeur russe.
  - Julian Kern, cycliste allemand.
  - Xavier Kouassi, footballeur professionnel ivoirien.
  - Didier Lebri, footballeur professionnel ivoirien.
  - Mackenzie Rosman, actrice américaine.
  - Salvador Sobral, chanteur portugais.
  - Mikkel Schiøler, coureur cycliste danois.
- 1990 :
  - Reda Aadel (رضا عادل), coureur cycliste marocain.
  - Ayele Abshero, athlète éthiopien, spécialiste des courses de fond.
  - Abdullojon Akparov, coureur cycliste ouzbek.
  - Maxime Anciaux, coureur cycliste belge.
  - David Archuleta, chanteur américain.
  - Sarah-Sofie Boussnina, actrice danoise.
  - Dyhia Chikhi, karatéka algérienne.
  - Morgane Coston, coureuse cycliste française.
  - Sadio Diallo, footballeur international guinéen.
  - Marit Dopheide, athlète néerlandaise.
  - Sage Erickson, surfeuse professionnelle américaine.
  - Đorđe Gagić (Ђорђе Гагић), joueur serbe de basket-ball.
  - Chris Harris, joueur professionnel de rugby à XV anglo-écossais.
  - Zlatko Hebib, footballeur suisse.
  - John Henson, joueur américain de basket-ball.
  - Nevena Ignjatović (Невена Игњатовић), skieuse alpine serbe.
  - Édouard Jonville, rameur d'aviron français.
  - Bastiaan Lijesen, nageur néerlandais.
  - Marcos Alonso Mendoza, footballeur espagnol.
  - Ioana Mihalache, mannequin roumaine, Miss Roumanie 2017.
  - Juho Mikkonen, fondeur finlandais.
  - Frankie Montecalvo, pilote automobile américain.
  - Yago Muñoz, acteur et chanteur mexicain.
  - Moustafa Palazli Chousein-Oglou, acteur anglais.
  - Kristina Pravdina (Кристина Правдина), gymnaste russe.
  - Kitty Spencer, mannequin et aristocrate britannique.
  - Chris Harris, joueur de rugby écossais.
- 1991 :
  - Cory Burke, footballeur international jamaïcain.
  - Myles Jaye, lanceur droitier des Tigers de Détroit de la Ligue majeure de baseball.
  - Vassílis Kavvadás (Βασίλειος Καββαδάς), basketteur grec.
  - Keko (Sergio Gontán Gallardo dit), footballeur espagnol.
  - Shizuka Ōya (大家志津香), chanteuse japonaise.
  - Sergueï Terechtchenko (Сергей Николаевич Терещенко), joueur professionnel de hockey sur glace.
- 1992 :
  - Lucas Cavallini, footballeur international canadien.
  - César, footballeur brésilien.
  - Henry Figueroa, footballeur hondurien.
  - Tomáš Jurčo, joueur professionnel de hockey sur glace slovaque.
  - Salaheddine Mraouni (صلاح الدين مرواني), coureur cycliste marocain.
  - Sheryl Rubio, actrice, chanteuse, danseuse et mannequin vénézuélienne.
  - Erik Schmidt, joueur de handball international allemand.
  - Jakub Świerczok, footballeur polonais.
- 1993 :
  - Tomáš Babák, joueur de handball tchèque.
  - Yvon Beliën, joueuse néerlandaise de volley-ball.
  - Jean-Claude Billong, footballeur franco-camerounais.
  - Maximilian Beyer, coureur cycliste allemand.
  - Bonnie Brandon, nageuse américaine.
  - Luca Maresca, karatéka italien.
  - Shinobu Ōta, lutteur japonais.
- 1994 :
  - Anna Dementyeva, gymnaste artistique russe.
  - Abdoulaye Diarra, footballeur international malien.
  - Odd Christian Eiking, coureur cycliste norvégien.
  - Adam Peaty, nageur britannique.
  - Jarkko Määttä, sauteur à ski finlandais.
  - Yūka Maeda (前田憂佳), chanteuse, seiyū et idole japonaise.
  - Darijan Bojanić, footballeur suédois.
- 1995 :
  - Rony Lopes, footballeur portugais.
  - Nahitan Nández, footballeur uruguayen.
  - Mauricio Lemos, footballeur uruguayen.
- 1996 :
  - Nicola McDermott, athlète australienne, spécialiste du saut en hauteur.
  - Tanguy Ndombele, footballeur français.
  - WondaGurl (Ebony Naomi Oshunrinde dite), productrice et beatmaker canadienne.
  - Yuriy Natarov, cycliste sur route kazakh.
- 1997 : 
  - Konstantínos Galanópoulos, footballeur grec.
  - Irma Testa, boxeuse italienne.
- 1998 :
  - Paris Berelc, actrice et mannequin américaine.
  - Jared Gilman, acteur américain.
  - Ștefan Vlădoiu, footballeur roumain.
- 1999 : 
  - Tyrese Campbell, footballeur anglais.
  - Hianga'a Mbock, footballeur français.
- 2000 : 
  - Sebastián Báez, joueur de tennis argentin.
  - Larissa Manoela, actrice et chanteuse brésilienne.
  - Nicolò Cambiaghi, footballeur italien.

### XXIesiècle
- 2001 : 
  - Madison De La Garza, actrice américaine.
  - Paul Penhoët, coureur cycliste français.
- 2003 : Vittoria de Savoie, princesse de la maison de Savoie.

## Décès

### IIIesiècle
- 300 : Théonas d'Alexandrie, évêque d'Alexandrie de 282 à 300 (° date inconnue).

### XIIIesiècle
- 1218 : Robert II comte de Dreux le Jeune, fils de Robert Ier et d'Agnès de Baudement, petit-fils du roi Louis VI le Gros (° 1154).
- 1297 : Hugues Aycelin de Montaigut, cardinal, dominicain et théologien français (° c. 1230).

### XIVesiècle
- 1367 : Ashikaga Yoshiakira (足利 義詮), shogun japonais (° 4 juillet 1330).

### XVesiècle
- 1446 : Clément VIII, antipape de 1424 à 1429 (° 1370).

### XVIesiècle
- 1503 : Pierre II de Médicis, homme politique italien (° 15 février 1472).
- 1517 : Wilhelm von Diesbach, homme politique suisse (° 1442).
- 1523 : Prospero Colonna, condottiere italien (° 1452).
- 1524 : Johann von Staupitz, théologien et professeur d'université allemand (° vers 1460).
- 1538 : Andrea Gritti, 77e doge de Venise de 1523 à 1538 (° 20 mai 1523).
- 1539 : Agnes Dürer, épouse d'Albrecht Dürer (° 1475).
- 1547 : Konrad Peutinger, humaniste et amateur d'antiquités allemand (° 14 octobre 1465).
- 1558 : Hermann Finck, compositeur, organiste et théoricien de la musique allemand (° 21 mars 1527).
- 1565 : Antonio Begarelli, sculpteur italien (° 1499).
- 1568 : Christophe, duc de Wurtemberg (° 12 mai 1515).
- 1580 : Émeric de Rochechouard, prélat français (° date inconnue).
- 1582 : Toki Yorinari (土岐 頼芸), daimyō japonais, fils de Toki Masafusa et dernier chef du clan Toki (° 1502).
- 1585 : Pierre de Ronsard, écrivain et poète français (° 11 septembre 1524).
- 1598 : Gillis Mostaert, peintre flamand (° 27 juin 1528).

### XVIIesiècle
- 1622 : François de Sales, prélat et saint savoyard et suisse, fêté surtout le 24 janvier (° 21 août 1567).
- 1624 : 
  - Charles d'Autriche-Styrie, prince-évêque de Breslau (° 7 août 1590).
  - Otto Walper, théologien et philosophe allemand (° 1er janvier 1543).
- 1645 : Gaspar de Borja y Velasco, cardinal espagnol de l'Église catholique (° 26 juin 1580).
- 1646 : 
  - François Maynard, poète et académicien français  (° 21 novembre 1582).
  - Peder Winstrup, prélat dano-suédois (° 30 avril 1605).
- 1650 : Bartul Kašić, linguiste croate (° 15 août 1575).
- 1653 : Giovanni Battista Rinuccini, archevêque catholique romain (° 15 septembre 1592).
- 1656 : Laurent de La Hyre, peintre et graveur français (° 27 février 1606).
- 1663 : Francesco Maria Grimaldi, prêtre jésuite, physicien et astronome italien (° 2 avril 1618).
- 1669 : Paul Ferry, pasteur protestant et théologien français (° 24 février 1591).
- 1671 : Johann Friedrich Gronovius, critique, bibliothécaire et latiniste allemand (° 8 septembre 1611).
- 1694 : Marie II, reine d'Angleterre de 1689 à 1694 (° 30 avril 1662).
- 1695 : Fabrizio Fontana, organiste et compositeur italien (° 1620).
- 1696 : Miguel de Molinos, prêtre espagnol (° 30 juin 1628).
- 1699 : Pierre Robert, compositeur français (° vers 1622).

### XVIIIesiècle
- 1703 : Moustafa II (مصطفى ثانى), sultan ottoman de 1695 à 1703 (° 6 février 1664).
- 1706 : Pierre Bayle, philosophe et écrivain français (° 18 novembre 1647).
- 1708 : Joseph Pitton de Tournefort, botaniste français (° 5 juin 1656).
- 1715 : Joanna Koerten, artiste néerlandaise (° 17 novembre 1650).
- 1718 : Benoîte Rencurel, bergère française voyante d'apparitions mariales reconnues par l'Église (° 16 septembre 1647).
- 1725 : André Trochon, comédien français (° 7 novembre 1632).
- 1729 :
  - Emmanuel-Thomas de Savoie-Carignan, comte de Soissons (° 8 décembre 1687).
  - Gérard Mellier, homme politique français (° 21 mai 1674).
- 1732 : Constantin II (კონსტანტინე II), roi de Kakhétie de 1722 à 1732 et de Karthli en 1723 (° date inconnue).
- 1734 : Robert Roy MacGregor, hors-la-loi et héros populaire écossais (° 7 mars 1671).
- 1735 : Paul Poisson, acteur français (° 1658).
- 1736 : Antonio Caldara, chanteur, violoncelliste et compositeur de musique baroque (° 1670).
- 1753 : Scipion-Jérôme Bégon, prélat français, évêque de Toul de 1723 à 1753 (° 30 septembre 1681).
- 1757 : Caroline de Grande-Bretagne, princesse britannique (° 10 juin 1713).
- 1767 : Emer de Vattel, juriste suisse (° 25 avril 1714).
- 1770 : Madeleine-Angélique de Gomez, romancière française (° 22 novembre 1684).
- 1772 : Ernst Johann von Biron, duc de Courlande (° 23 novembre 1690).
- 1779 : Gennaro Manna, compositeur et pédagogue italien (° 12 décembre 1715).
- 1783 : Anne Pierre d'Harcourt, militaire français (° 2 avril 1701).
- 1789 : Auguste-Denis Fougeroux de Bondaroy, botaniste français (° 10 octobre 1732).
- 1792 : Casimir Christoph Schmidel, botaniste allemand (° 21 novembre 1718).
- 1793 : Pierre Henri Hélène Lebrun-Tondu, journaliste et ministre français (° 6 mars 1754).
- 1795 : Eugenio Espejo, philosophe équatorien (° 21 février 1747).
- 1796 : Louis-Charles de Prusse, prince allemand, second fils et troisième enfant de Frédéric-Guillaume II (° 5 novembre 1773).
- 1797 : Léonard Duphot, général de la révolution française (° 21 septembre 1769).
- 1799 : Lucas Ier d'Erzeroum (Ղուկաս Ա Կարնեցի), catholicos de l'Église apostolique arménienne de 1780 à 1799 (° date inconnue).

### XIXesiècle
- 1809 : Stanisław Małachowski, président de la « Grande Diète » en pologne, et père de la Constitution polonaise du 3 mai 1791 (° 24 août 1736).
- 1849 : Antoine Quatremère de Quincy, homme de lettres, archéologue, critique d'art et homme politique français (° 21 octobre 1755).
- 1874 : Gerrit Smith, homme politique, abolitionniste et philanthrope américain (° 6 mars 1797).
- 1878 : Jean-Baptiste Bouillet, géologue, banquier et ethnographe français (° 25 avril 1799).
- 1879 : Marcellin de Groiseilliez, peintre paysagiste et graveur français (° 9 octobre 1837).
- 1880 : Manuel Murillo Toro, écrivain et homme politique colombien, président des États-Unis de Colombie (° 1er janvier 1816).
- 1885 : Antoni Piotruszyński, artiste peintre polonais (° 11 juin 1809).
- 1886 : Jean Hubert, historien et bibliothécaire français (° 21 novembre 1807).
- 1889 : José de Obaldía, homme politique et juriste colombien, président de la République de Nouvelle-Grenade (° 19 juillet 1806).
- 1891 : Jean-Baptiste Daoust, agriculteur et homme politique fédéral québécois (° 18 janvier 1817).
- 1893 : Richard Spruce, naturaliste britannique (° 10 septembre 1817).
- 1898 : Martin Nadaud, homme politique français (° 17 novembre 1815).
- 1900 : Alexandre de Serpa Pinto, explorateur portugais (° 10 avril 1846).

### XXesiècle
- 1916 : Eduard Strauss, compositeur autrichien (° 15 mars 1835).
- 1919 : Johannes Rydberg, physicien suédois (° 8 novembre 1854).
- 1922 : Kálmán Kertész, entomologiste hongrois, spécialiste des diptères (° 2 janvier 1867).
- 1924 : Léon Bakst (Leïb-Khaim Rosenberg ou Лейб-Хаим Розенберг dit), artiste russe (° 10 mai 1866).
- 1925 : Sergueï Essénine (Сергей Александрович Есенин), poète russe (° 21 septembre 1895).
- 1932 : 
  - Jack Blackham, joueur de cricket australien (° 11 mai 1885).
  - Malcolm Whitman, joueur de tennis américain (° 15 mars 1877).
- 1934 : Lowell Sherman, acteur, réalisateur et producteur américain (° 11 octobre 1854).
- 1937 : Maurice Ravel, compositeur français (° 7 mars 1875).
- 1938 : Florence Lawrence, actrice canadienne (° 2 janvier 1886).
- 1942 : Alfred Flatow, gymnaste allemand (° 3 octobre 1869).
- 1944 : Joseph Garat, homme politique français (° 31 décembre 1872).
- 1945 : Theodore Dreiser, écrivain américain (° 27 août 1871).
- 1947 : Victor-Emmanuel III, roi d'Italie, empereur d'Éthiopie, et roi d'Albanie (° 11 novembre 1869).
- 1949 : 
  - Jack Lovelock, athlète néo-zélandais (° 5 janvier 1910).
  - Ivie Anderson, chanteuse américaine (° 10 janvier 1905).
- 1952 : Władysław Strzemiński, peintre et théoricien de l'art polonais (° 21 novembre 1893).
- 1957 : Georges Huisman, haut fonctionnaire et fonctionnaire français, créateur du Festival de Cannes (° 3 mai 1889).
- 1958 : Marek Szwarc, peintre et sculpteur polonais (° 9 mai 1892).
- 1959 : Ante Pavelić, homme politique croate, dirigeant fantoche de l'État indépendant de Croatie (° 14 juillet 1889).
- 1960 : 
  - Roger Vaultier, écrivain français (° 16 octobre 1908).
  - Jack Lovelock, athlète néo-zélandais (° 5 janvier 1910).
  - Philippe Panneton dit Ringuet, romancier et essayiste canadien (° 30 avril 1895).
- 1962 : 
  - Hector Charland, acteur québécois (° 1er juin 1883).
  - Ethel Carnie Holdsworth, écrivaine britannique (° 1er janvier 1886).
- 1963 : Paul Hindemith, compositeur allemand (° 16 novembre 1895).
- 1964 : Clifford « Cliff » Sterrett, dessinateur américain de bandes dessinées (° 12 décembre 1883).
- 1968 : Harry Woods,  acteur américain (° 5 mai 1889).
- 1971 : Maximilian Raoul Walter « Max » Steiner, compositeur de musiques de films américain (° 10 mai 1888).
- 1974 : 
  - Alexandre Mihalesco, acteur franco-roumain (° 19 octobre 1883).
  - Georges Rivollet, homme politique francais (° 3 novembre 1888).
  - Takagi Taku, écrivain japonais (° 18 janvier 1907).
  - Fannie Woods, pianiste, organiste et compositrice américaine (° 23 mai 1892).
  - Maurice Jacquin, producteur de cinéma français (° 9 juin 1900).
  - Zachary Cope, médecin et chirurgien anglais (° 14 février 1881).
  - Guido Fantoni, lutteur italien (° 4 février 1919).
- 1975 : 
  - Bogdan Nestorović, architecte serbe (° 22 avril 1901).
  - Gabriel Pellon, peintre, décorateur et scénographe allemand (° 10 février 1900).
- 1976 : 
  - Frederick « Freddie » King, guitariste et chanteur de blues américain (° 3 septembre 1934).
  - Georges Blanchard, écrivain et poète français (° 22 juin 1902).
  - Solomon Zeitlin, historien lituanien (° 31 mai 1892).
  - Rd Ariffien, réalisateur indonésien (° 31 mai 1892).
- 1977 : 
  - Charlotte Greenwood, actrice et chanteuse américaine (° 25 juin 1890).
  - Sam Brown, juriste américain (° 19 janvier 1939).
- 1978 : Harry Winston, joailler américain (° 1er mars 1896).
- 1980 : Marcel Langiller, footballeur français (° 2 juin 1908).
- 1981 : Allan Dwan, réalisateur américain (° 3 avril 1885).
- 1982 : Eugenia Zuffoli, actrice et cantatrice italienne (° 20 mai 1897).
- 1983 : 
  - William Demarest, acteur américain (° 27 février 1892).
  - James Newton « Jimmy » Demaret, golfeur américain (° 24 mai 1910).
  - Dennis Wilson, batteur américain des Beach Boys (° 4 décembre 1944).
- 1984 : 
  - Vincent Moulia, soldat français (° 27 mai 1888).
  - David Samuel « Sam » Peckinpah, réalisateur américain (° 21 février 1925).
- 1985 : Renato Castellani, scénariste et réalisateur italien (° 4 septembre 1913).
- 1986 : John D. MacDonald, écrivain américain (° 24 juillet 1916).
- 1989 : Hermann Oberth, physicien allemand (° 25 juin 1894).
- 1990 :
  - Eduard « Ed » van der Elsken, photographe d'origine hollandaise (° 10 mars 1925).
  - Seiji Hisamatsu (久松 静児), réalisateur japonais (° 20 février 1912).
- 1991 : Cassandra Harris, actrice australienne (°  15 décembre 1952).
- 1992 : Pudlo Pudlat, artiste inuit canadien (° 4 février 1916).
- 1993 : William Lawrence Shirer, journaliste américain (° 23 février 1904).
- 1994 : Jean-Louis Lévesque, homme d'affaires et philanthrope canadien (° 13 avril 1911).
- 1996 : Edward C. Carfagno, directeur artistique et chef décorateur américain (° 28 novembre 1907).
- 1997 : 
  - Henry Barraud, compositeur français (° 23 avril 1900).
  - William Martínez, footballeur uruguayen (° 13 janvier 1928).
- 1999 : 
  - Louis Féraud, couturier français (° 13 février 1920).
  - Clayton Moore, acteur américain (° 14 septembre 1914).
  - Franco Castellano, scénariste et réalisateur italien (° 20 juin 1925).
- 2000 : Paul Chambrillon, critique dramatique et chroniqueur gastronomique français (° 26 décembre 1924).

### XXIesiècle
- 2002 : Albert Chambon, homme politique français (° 21 janvier 1909).
- 2004 :
  - Jerry Orbach, comédien américain (° 20 octobre 1935).
  - Susan Sontag, essayiste et romancière américaine (° 16 janvier 1933).
- 2005 : Marco Guglielmi, acteur italien (° 6 octobre 1928).
- 2007 : Stéphane Kubiak, auteur-compositeur-interprète polonophone français (° 12 novembre 1929).
- 2008 : Valérie Letarte, animatrice québécoise de télévision et de radio (° 30 mai 1961).
- 2009 : The Reverend (Jimmy Sullivan dit), batteur américain du groupe Avenged Sevenfold (° 9 février 1981).
- 2010 : 
  - Hideko Takamine,  actrice et essayiste japonaise (° 27 mars 1924).
  - Avi Cohen, footballeur israélien (° 14 janvier 1956).
- 2012 : 
  - Václav Drobný, footballeur international tchèque (° 9 septembre 1980).
  - Jon Finch, acteur britannique (° 2 mars 1941).
  - Emmanuel Scheffer, footballeur israélien (° 1er février 1924).
- 2015 :
  - Jean Aubain, compositeur français (° 1er février 1928).
  - Ian Fraser « Lemmy » Kilmister, musicien britannique (° 24 décembre 1945).
  - Ian Murdock, homme d'affaires allemand, fondateur du projet Debian (° 28 avril 1973).
- 2016 :
  - Gregorio Álvarez, homme politique et militaire uruguayen, président de la République de facto (° 26 novembre 1925).
  - Pierre Barouh, auteur, compositeur et interprète français (° 19 février 1934).
  - Michel Déon (Édouard Michel dit), écrivain, romancier, dramaturge et académicien français (° 4 août 1919).
  - Mary Frances « Debbie » Reynolds, chanteuse et actrice américaine (° 1er avril 1932).
  - Jean-Christophe Victor, enseignant et géopolitologue français (° 30 mai 1947).
- 2017 : 
  - Rose Marie, actrice américaine (° 15 août 1923).
  - Sue Grafton, écrivaine américaine (° 24 avril 1940).
- 2018 : 
  - Georges Loinger, résistant français devenu centenaire (° 29 août 1910).
  - Amos Oz, poète, romancier et essayiste israélien (° 4 mai 1939).
  - Toshiko Fujita, actrice japonaise (° 5 avril 1950).
- 2021 :
  - Grichka Bogdanoff (Grigor), co-animateur et producteur de télévision, essayiste, vulgarisateur scientifique français (° 29 août 1949).
  - Hugo Maradona, footballeur argentin (° 9 mai 1969).
- 2022 : 
  - Bernard Barsi, évêque catholique français, archevêque émérite de Monaco (° 4 août 1942).
  - Italo Bettiol, réalisateur franco-italien de films d'animation (° 31 juillet 1926).
  - Linda de Suza chanteuse franco-portugaise (° 22 février 1948).
  - Tony Vaccaro (Michelantonio Celestino Onofrio V.), photographe et photojournaliste américain de guerre (° 20 décembre 1922).
- 2024 : Peter vail, géologue et géophysicien américain, précurseur de la stratigraphie séquentielle (° 13 janvier 1930).

## Célébrations

### Nationales
- Australie, Australie-Méridionale : Proclamation Day ou « journée de la Proclamation », commémoration de la fondation de l'État le 28 décembre 1836.
- Thaïlande : วันสมเด็จพระเจ้าตากสินมหาราช ou Wan Somdet Phra Chao Taksin Maharat, « journée du roi Taksin » commémorant son couronnement en 1767 ou 1768 ci-avant (et ci-contre photographié en statue)[3].

### Religieuses
- Catholicisme : « jour des saints innocents massacrés » (día de los santos inocentes ou día de los inocentes en Espagne castillane voire ailleurs pour une journée non ouvrée), commémorant le massacre des enfants de Bethléem de moins de deux ans ordonné par Hérode (selon le seul Évangile chrétien de Matthieu, chapitre 2 - verset 16, dans le Nouveau Testament biblique).
- Christianisme orthodoxe : 
  - mémoire de Saints Pierre et Paul avec lectures de II Pi. 1, 12-18 ; II Tim. 4, 1-8 et de Jn 21, 15-19 dans le lectionnaire de Jérusalem ;
  - tandis que les orthodoxes d'Orient célèbrent davantage les saints Innocents le lendemain 29 décembre (originellement julien ?).
- Église orthodoxe éthiopienne : mémoire de l'archange Gabriel.

### Saints des Églises chrétiennes

#### Saints des Églises catholiques et orthodoxes
- Antoine de Lérins († vers 525 ou 526), moine.
- Césaire d'Arménie († v. 309), martyr.
- Domnion († 395), homme de haute spiritualité et aux vertus hospitalières, dans une Rome aux mœurs relâchées, qui édita la Bible vulgate que le père et docteur de l'Église Saint Jérôme venait de traduire en latin.
- Innocents massacrés (Ier siècle av. J.-C. ou Ier siècle compte tenu de l'incertitude de la date de naissance de Jésus) sur ordre d'Hérode Ier de Judée.
- Iolande († vers 169) — ou « Iolanthe » —, martyre à Rome, sous l'empereur Marc Aurèle.
- Maughold (en) († vers 488) — ou « Maccaldus » —, ancien brigand irlandais, converti par saint Patrick, et devenu évêque missionnaire sur l'île de Man.
- Nicanor († 38 ou 76 ?), l'un des sept diacres faisant partie des septante disciples du Christ ; célébré aussi le 4 janvier[6] et le 28 juillet[7] par les Églises orthodoxes, ainsi que le 10 janvier[8], par l'Église de Chypre.
- Romule et Conindre († vers 450), évêques successifs de l'île de Man.
- Théonas d'Alexandrie († 300), évêque d'Alexandrie.

#### Saints, bienheureux et vénérables des Églises catholiques
- Benoîte Rencurel  († 1718), vénérable, bergère au-dessus du village de Saint-Étienne-le-Laus, dans le diocèse d’Embrun, témoin d'apparitions de la Vierge Marie, à partir de mai 1664 et pendant 54 ans, reconnues par l'Église catholique en 2008[9].
- Catherine Volpicelli († 1894), religieuse italienne fondatrice de la Congrégation des Servantes du Sacré Cœur.
- Gaspard del Bufalo († 1837), prêtre français qui fonda l'institut du Précieux-Sang.
- Grégoire Chomyshyn (en) († 1945), bienheureux, évêque, et martyr sous le régime soviétique.
- Mattia de Nazarei (en) (XIIIe siècle), bienheureuse religieuse italienne.
- Nicolas Mello (XVIIe siècle), bienheureux, chanoine régulier de l'ordre de Saint Augustin.
- Othon et Hermann de Heidelberg († 1344), bienheureux bénédictins.

#### Saints orthodoxes,aux dates parfois"juliennes"/ orientales
- Ignace de Lomsk (ru) († 1591), moine au monastère du Lac Blanc, en Russie, puis ermite.
- Simon le Myroblyte († 1287), moine fondateur du monastère de Simonos Pétra.

### Prénoms du jour
Bonne fête aux Innocent, In(n)ocenta, Innocente, Innocento, Inocenta, Inocento (voire aux Ignace dont la fête majeure se situe les 31 juillet outre un autre Saint Ignace ci-dessus, ou aux Ines, Iñes, Inès qui disposent également d'une autre date majeure différente des 21 janvier des Agnès et variantes).
Et aussi aux Gaspard et ses variantes : Gasparde, Gaspardine, Gasparine, Jasper, Kasper (cf. Épiphanie de janvier pour l'autre Gaspard et ses deux compagnons rois mages légendaires plus ou moins apocryphes, ayant malgré eux alerté Hérode ci-avant).

## Traditions et superstitions

### Le Jour desInnocents
Le 28 décembre était considéré au Moyen Âge comme un jour de malheur, on en vint à regarder comme tel, tout au cours de l'année suivante, le jour de la semaine où il  était tombé. 
" Pas d'entreprise, pas de voyage ", ce jour-là qu'on appelait souvent simplement "les Innocents", comme la fête elle-même. 
Le roi de France Louis XI observait scrupuleusement cet usage. 
Le couronnement d'Édouard IV d'Angleterre fut ainsi recommencé, au préalable, parce qu'il avait eu lieu un dimanche et que le 28 décembre de l'année précédente était un dimanche. 
René de Lorraine dut renoncer à livrer une bataille le 17 octobre 1476 parce que ses lansquenets refusaient de se battre « le jour des Innocents ». »

### Dictons
Outre le proverbe 
- « Aux innocents les mains pleines », non en lien direct avec les Saints Innocents du présent quantième ...

### Astrologie
- Signe du zodiaque : 7e jour du Capricorne.